# Villa del Cerro
Villa del Cerro o Cerro és un barri (barrio) de Montevideo, Uruguai. Limita amb els barris de Pajas Blancas a l'oest i La Paloma al nord, el riu Pantanoso al nord-est, la Badia de Montevideo a l'est i la franja marítima al sud, on es troba la platja del Cerro.
D'acord amb les dades del cens de 2004, el barri tenia 35.498 habitants.

## Mapa

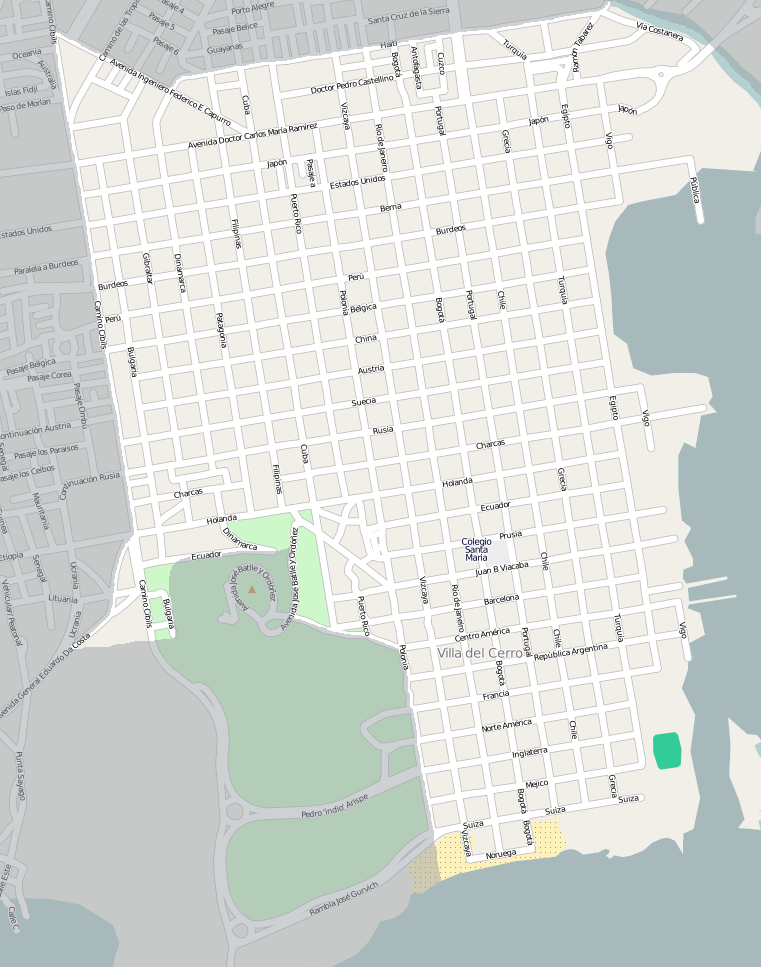
Mapa de Villa del Cerro amb els carrers principals.